# S/2006 S 3
S/2006 S 3 é um satélite natural de Saturno. Sua descoberta foi anunciada por Scott S. Sheppard, David C. Jewitt, Jan Kleyna, e Brian G. Marsden em 26 de junho de 2006 a partir de obervações feitas entre janeiro e abril de 2006.
S/2006 S 3 tem cerca de 6 km de diâmetro, e orbita Saturno a uma distância média de 21 076 300 km em 1142,366 dias, com uma inclinação de 150,8° com a eclíptica (128,8° com o equador de Saturno), em uma direção retrógrada com uma excentricidade de 0,4710.